# Chesapeake (Ohio)
Pour les articles homonymes, voir Chesapeake.
Chesapeake est un village du comté de Lawrence en Ohio. La population s'élevait à 842 habitants en 2000.
Chesapeake est une partie de la métropole de Huntington-Ashland (WV-KY-OH). D'après un recensement de 2000, la Metropolitan Statistical Area a une population de 288 649 habitants.

## Géographie
Chesapeake est localisé à 38° 25′ 41″ N, 82° 27′ 17″ O.
D'après le United States Census Bureau, le village a une surface totale de 1,5 km2 dont 1,4 km2 sont des terres et 0,1 km2, soit 5,17 %, est de l'eau.

## Démographie
D'après un recensement de 2000, il y a 842 personnes à Chesapeake, dont 395 ménages, et 231 familles résident dans la ville. 
| Communauté                                         | Pourcentage de la population |
| -------------------------------------------------- | ---------------------------- |
| Blancs                                             | 97,74 %                      |
| Afro-américains                                    | 0,12 %                       |
| Asiatiques                                         | 0,12 %                       |
| Amérindiens                                        | 0,59 %                       |
| autres communautés                                 | 0,48 %                       |
| personnes appartenant à 2 ou plusieurs communautés | 0,95 %                       |
| Hispaniques                                        | 1,54 %                       |

Sur les 395 ménages, 23,5 % ont un enfant de moins de 18 ans, 42,3 % sont des couples mariés, 11,4 % n'ont pas de maris présents, et 41,3 % ne sont pas des familles. 37,2 % de ces ménages sont faits d'une personne dont 17,0 % d'une personne de 65 ans ou plus.
| Tranches d'âge  | Pourcentages de la population |
| --------------- | ----------------------------- |
| moins de 18 ans | 20,0 %                        |
| de 18 à 24 ans  | 9,6 %                         |
| de 25 à 44 ans  | 26,4 %                        |
| de 45 à 64 ans  | 23,3 %                        |
| 65 ans ou plus  | 20,8 %                        |

L'âge moyen de la population est de 42 ans. Pour 100 femmes il y  87,5 hommes.
Le revenu moyen d'un ménage est de $24 653, et celui d'une famille de 31 528 $. Les hommes ont un revenu moyen de 32 917 $ contre 23 500 $ pour les femmes. Le revenu moyen par tête est de 19 698 $. Près de 14,2 % des familles et 15,5 % de la population vit en dessous du seuil de pauvreté, dont 14,5 % de ceux en dessous de 18 ans et 13,3 % de ceux de 65 ans et plus.

## Référence
- (en) Cet article est partiellement ou en totalité issu de l’article de Wikipédia en anglais intitulé « Chesapeake, Ohio » (voir la liste des auteurs).